# Forêt d'Ardenne
Pour les articles homonymes, voir Ardennes.
La forêt d'Ardenne ou forêt ardennaise, est le nom donné depuis l'Antiquité à un vaste massif forestier primaire à cheval sur la France, la Belgique et s'étendant jusqu'au Luxembourg et à l'Allemagne (l'Eifel). Cette forêt est la plus grande de toute la Gaule selon Jules César qui la cite à deux reprises dans sa guerre des Gaules. Elle est également citée un peu plus tard par le géographe grec Strabon, et apparaît aussi dans des œuvres de William Shakespeare, par exemple Comme il vous plaira.

## Étymologie
Le mot Ardenne, Arduenna silva en latin, pourrait dériver du celtique ard, qui signifie « hauteur », c'est aussi le nom d'une déesse celtique Arduenna. 
L'ancienne extension de cette forêt pourrait expliquer des toponymes éloignés des Ardennes actuelles, dont le lieu-dit le « Gond d'Ardenne » dans la vallée de l'Aa dans le Pas-de-Calais, entre Saint-Omer et Thérouanne, qui pourrait signifier « pont (ou gué) des ardennes ». Cependant l'existence de l'Abbaye d'Ardenne à Caen et d'Ardennes un hameau de la commune de Chavigny-Bailleul, tous deux en Normandie, ainsi que l'Ardenne ou Ardennes, rivière de Bretagne, Lardenne,  un quartier toulousain et l'Ardenne Haute, ancien nom d'Ancely, un autre quartier de Toulouse, rendent douteuse cette théorie.

## Sources historiques
En 54 av. J.-C., alors qu'une partie significative des forêts d'Europe de l'Ouest est déjà défrichée au profit de l'agriculture, Jules César évoque un vaste massif forestier qu'il désigne par l'expression « Arduenna silva »  : 
« Indutiomaros, au contraire, se mit à lever de la cavalerie et de l’infanterie et à préparer la guerre, cachant dans la forêt d'Ardenne, qui s’étend sur une immense étendue, au milieu du territoire des Trévires, depuis le Rhin jusqu’aux frontières des Rèmes ceux à qui leur âge ne permettait pas de porter les armes (...) ».
Un peu plus loin commentaire de sa guerre des Gaules, il écrit : (...)« Comme les blés commençaient à mûrir, il partit lui-même pour la guerre d'Ambiorix, par la forêt d'Ardenne, qui est la plus grande de toute la Gaule, et qui, s'étendant depuis les rives du Rhin et le pays des Trévires jusqu'à celui des Nerviens, embrasse dans sa longueur un espace de plus de cinq cents milles » (...). 500 milles romains correspondent à environ 700 km, et si la configuration des cartes romaines laisse à désirer, les distances qui sont stratégiquement vitales pour les armées et administrations romaines semblent généralement assez correctement rapportées. 
César distingue bien cette forêt ardennaise de la forêt hercynienne qu'il évoque et décrit un peu plus tôt dans le même livre VI de sa guerre des Gaules. Et par les limites qu'il en donne, il montre qu'il ne la confond pas non plus avec la forêt vosgienne (Vosegus silva pour les romains). Il semblait donc encore exister à cette époque trois vastes massifs forestiers dans l'Europe de l'Ouest actuelle, relique de la forêt préhistorique.